# أبو القاسم اللجائي
أبي القاسم عبد الرحمن بن يوسف اللجائي وقد عاصر الفترة الأولى من قيام الدولة الموحدية, وتوفي في حياة الخليفة الموحدي يعقوب المنصور سنة 599 هـ. وينسب لجبل «لجاية» الواقعة بشمال مدينة فاس. وقد أنبثت هذه المنطقة جملة من العلماء المغاربة النابهين.

## مؤلفاته
من مؤلفاته:
- قطب العارفين ، يقسم المؤلف كتابه إلى ثلاثة أقطاب كما سماها:

1. قطب الأول: في معرفة الله سبحانه (من ص1 إلى ص: 40).
2. قطب الثاني: في التهذيب والرياضة (من ص 41 إلى ص: 106).
3. القطب الثالث: في البواطن والأسرار (من ص 107 إلى ص:197).

- شمائل الخصوص ، نوجد من هذه الرسالة نسختان: إحداهما بخزانة عبد الله كنون. والأخرى في مجموع محفوظ بالخزنة العامة ، بالرباط تحت رقم: 1810 د . وحصة «شمائل الخصوص» من هذا المحموع صلاص عشرة صفحة, من صفحة: 66 إلى صفحة: 78.
- شمس القلوب.[1]

1. ↑  "شمس القلوب في علم التصوف لأبو القاسم اللجائي – 418". QuranicThought.com. اطلع عليه بتاريخ 2024-02-10.